# 岩間昭道
岩間 昭道（いわま あきみち、1943年 - ）は、日本の法学者。専門は憲法学。千葉大学名誉教授。元千葉大学大学院専門法務研究科長。

## 略歴
- 1965年　東京大学法学部卒業
- 1967年　法学修士
- 1970年　東京大学大学院法学政治学研究科公法学専攻（博士課程）単位取得退学
- 神奈川大学法学部教授、静岡大学人文学部教授、筑波大学大学院社会科学研究科教授、明治大学法学部教授、千葉大学法経学部教授、法政大学大学院法務研究科教授を歴任。

## 著書
- 『憲法綱要』（尚学社、2011年3月）
- 『戦後憲法学の諸相』（尚学社、2008年10月）
- 『憲法破毀の概念』（尚学社、2002年6月）
- 『憲法』全2巻（戸波江二との共著）（日本評論社、第3版、1995年3月）